# قتل هولوفرنس توسط جودیت
قتل هولوفرنس توسط یهودیت یک نقاشی توسط ,آرتمیزیا جنتیلسکی هنرمند ایتالیایی عصر باروک کشیده شده‌است. این اثر نشان توسط عده ای از منتقدان به عنوان هنر قدرت زنان نامیده می‌شود؛ و نشان دهنده قدرت زنان و پیروزی آنان بر مردان قدرتمند است. این موضوع یک قسمت از کتاب «جودیت» در کتاب مقدس عهد عتیق را روایت می‌کند که در آن، قتل هولوفرنس، ژنرال آشوریان توسط قهرمان اسرائیل، را بازگو می‌کند. این نقاشی نشان دهنده لحظه ای که جودیت به کمک خدمتکارش، سر هولوفرنس را بعد از مستی در خواب می‌برد.
جودیت بنا بر روایات بیوه زنی زیبا بوده، پس از محاصرهٔ شهری که در آن ساکن هستند و از آنجایی که رُعب و وحشت را از ساکنین مؤمن شهر دور کند، اعلام می‌کند که بنا بر مشیّت خداوند می‌تواند دشمنِ مردم و شهرِ تحتِ محاصره توسط هولوفِرنِس را نابود کند. او پس از نیایش، مخفیانه به اردوگاه دشمن می‌رود و موفق می‌شود سَرِ هولوفِرنِس را در خواب بِبُرَد، با کشته شدن سردار بزرگ به دست یک زن، ارتش وی سراسیمه و آشفته می‌گردد، بدین ترتیب شهر از محاصره نجات می‌یابد. . نقاشی به‌طور فزاینده ای فیزیکی است از جریان‌های گسترده‌ای از خون و انرژی دو زن که آن کار را انجام می‌دهند تلاش و مبارزه زنانی ظریف و خدمتکار نوجوان او در مبارزه با مشت قوی هولوفرنس و مبارزه با آنان برای زنده ماندن. اگر چه این نقاشی صحنه ای کلاسیک از کتاب مقدس را به تصویر می‌کشید اما نشان دهنده مبارزه خود جنتالسکی با استادش اگوستینو تسی است که در جوانی به جنتالسکی تجاوز کرد و در دادگاه محاکمه شد و این نقاشی به گفته ماری گارد در کتابش سرکوب خشم نقاش از این واقعه است. او همچنین نقاشی دیگری از همین کار را در اوایل سال ۱۶۲۰ کشید که در حال حاضر در موزه Uffizi در فلورانس است.

## دیگر نقاشان این اثر
قتل هولوفرنس توسط جودیت توسط تعدای دیگر از هنرمندان نیز نقاشی شده‌است از جمله جورجونه، تیتان، رامبراند، پیتر پل روبنس و کاراواجواست.

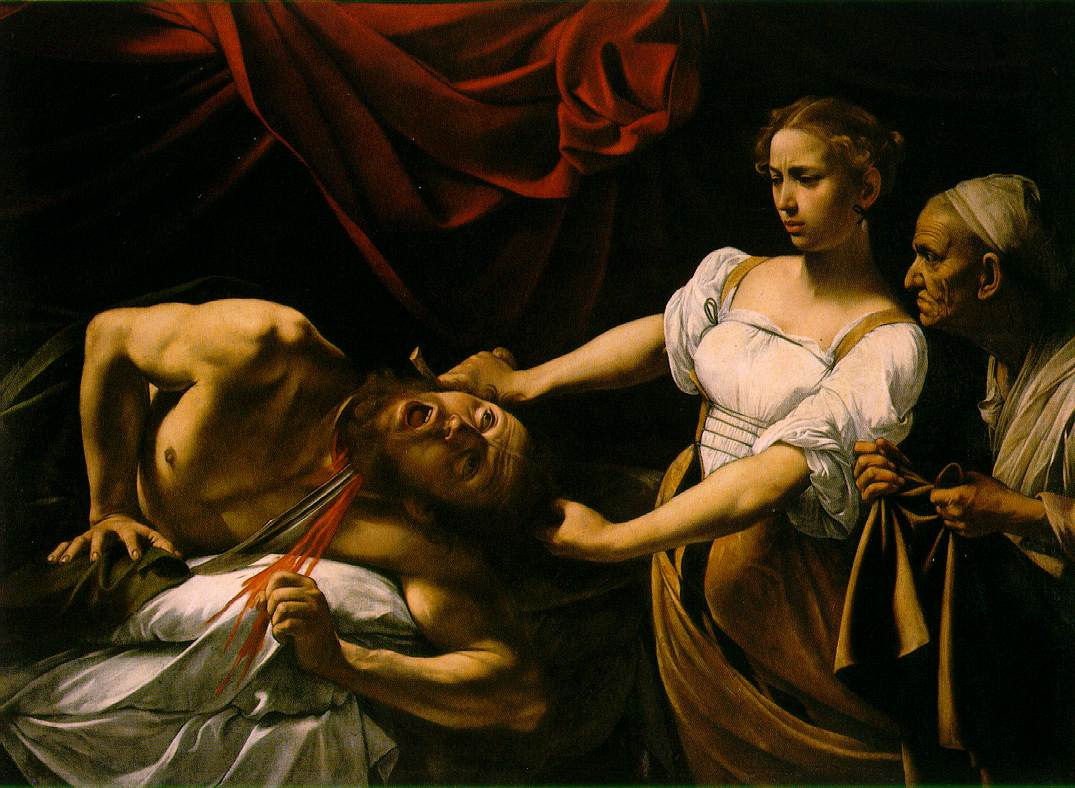
کاراواجو قتل هولوفرنس توسط جودیت c. 1598-1599.